# Daubenrath
Daubenrath ist ein Stadtteil von Jülich im Kreis Düren, Nordrhein-Westfalen.

## Lage
Im Westen liegt Selgersdorf, im Norden das Forschungszentrum Jülich, im Osten Hambach und im Süden Krauthausen, beide zur Gemeinde Niederzier gehörend. Neben dem Ort verläuft der Iktebach.

## Baudenkmäler

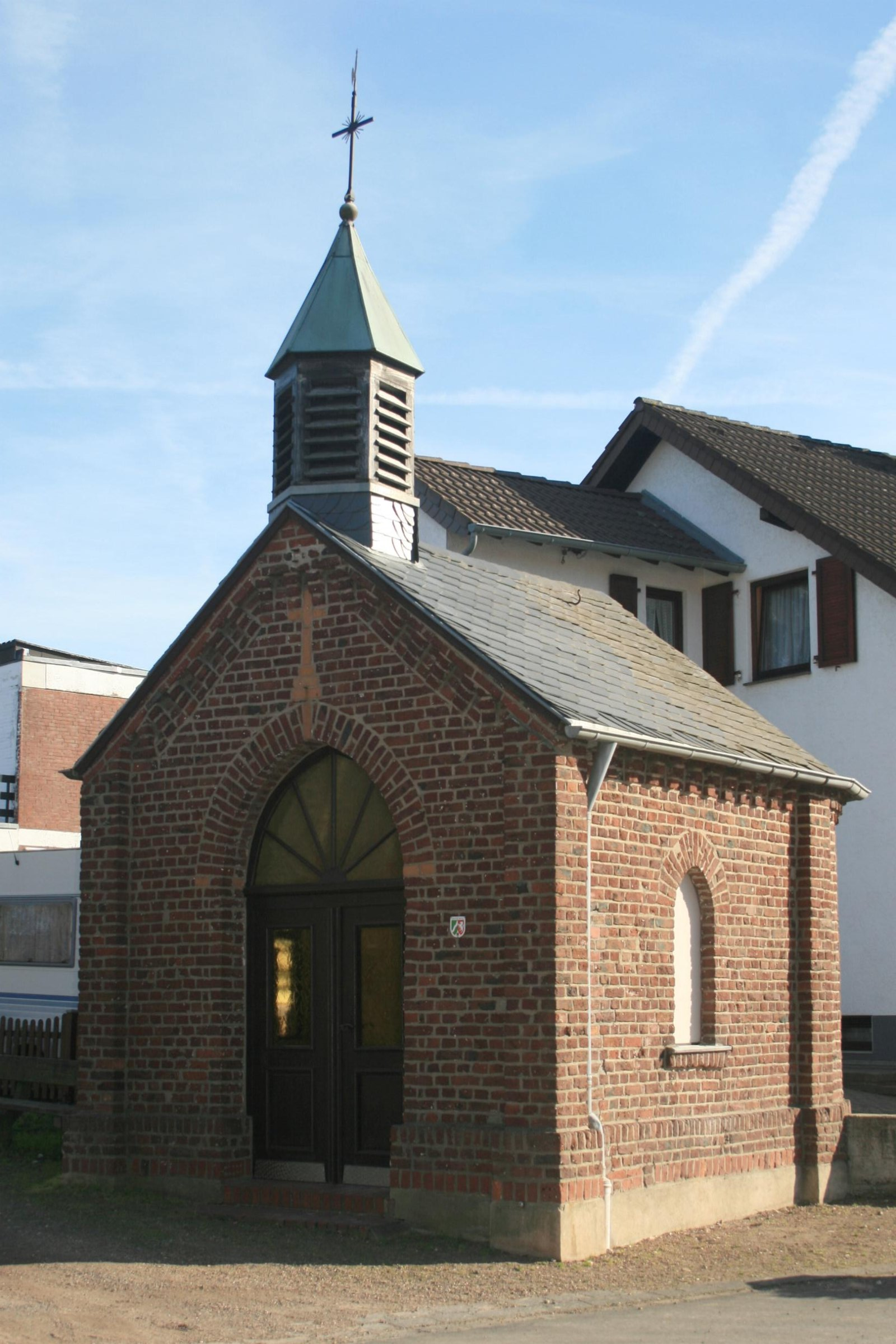
Wegekapelle in Daubenrath

Die kleine Wegekapelle aus Backstein in der Daubenrather Kasterstraße wurde 1886 errichtet und steht seit dem 13. Januar 1987 unter Denkmalschutz.

## Verkehr
Der Ort hat keinen Durchgangsverkehr. Die Ortsstraße dient als Fluchtweg für das nahe Forschungszentrum Jülich. Den ÖPNV stellt die Rurtalbus GmbH durch die Buslinie 223 teilweise als Rufbus und durch ein Anrufsammeltaxi sicher. Zudem wird Daubenrath vom Nachtbus N1 bedient.
| Linie      | Verlauf |
| ---------- | --- |
| 223        | (Huchem-Stammeln – Selhausen – Krauthausen –) Daubenrath – Selgersdorf – Altenburg – Jülich Bf/ZOB – Jülich Neues Rathaus – Walramplatz      |
| RufBus 223 | Rufbus: Jülich Walramplatz – Neues Rathaus – Jülich Bf/ZOB – Altenburg – Selgersdorf – Daubenrath (Mo–Fr tagsüber)                           |
| AST        | AnrufSammelTaxi: Mo–Fr abends, Sa nachmittags/abends, So Jülich Bf/ZOB – Jülich Innenstadt – Altenburg – Daubenrath                          |
| N1         | Nachtbus: nur in den Nächten Fr/Sa und Sa/So Düren Bf/ZOB → Kaiserplatz → Birkesdorf → Huchem-Stammeln → Jülich → Niederzier → Arnoldsweiler |

Den Haltepunkt der Rurtalbahn im benachbarten Selgersdorf erreicht man über den Daubenrather Kirchweg zu Fuß in etwa 10 bis 15 Minuten, mit dem Fahrrad in ca. 5 Minuten.

## Sonstiges
Daubenrath liegt im 1-km-Radius um den ehemaligen Versuchsreaktor Jülich. DIDO wurde 2006 komplett abgeschaltet. Wegen der Nähe zum Reaktor gab es im Ort eine feste Lautsprecheranlage, die zur Alarmierung der Bevölkerung dienen sollte. Vom Feuerwehrtechnischen Zentrum (FTZ) in Stockheim wurde als Test regelmäßig Musik in den Ort gespielt.
Außerdem hat der Ort einen Kinderspielplatz, einen Schützenverein (St. Stephanus Schützenbruderschaft Daubenrath) und das Trommler- und Pfeiferkorps Daubenrath.